# Telecrime
Telecrime fue una serie dramática televisiva, emitida por BBC Television Service desde 1938 hasta 1939 y en 1946. Siendo uno de los primeros dramas televisivos de varios episodios, es también una de las primeras series de televisión escrita especialmente para dicho medio de comunicación y no para el teatro o la radio. Habiendo emitido 5 episodios desde 1938 hasta 1939, Telecrime retornó en 1946, luego del reinicio de las transmisiones televisivas en el Reino Unido tras la Segunda Guerra Mundial, bajo el nombre Telecrimes.
Telecrime, al ser un drama policial que presentaba un caso por episodio, mostraba al televidente suficiente evidencia para que ellos mismos resolvieran el crimen. La mayoría de los episodios fueron escritos por Mileson Horton. Los 17 episodios fueron emitidos en vivo, y no fueron grabados debido a que no existía la tecnología necesaria para preservar los programas de televisión.

## Producción
Los productores de la serie de 1946 fueron Gordon Crier, Stephen Harrison y Douglas Muir.

## Episodios
La primera versión de la serie, conocida como Telecrime, fue emitida por cinco episodios desde el 10 de agosto de 1938 hasta el 25 de julio de 1939 por la BBC. Cada episodio duraba entre 10 y 20 minutos. Durante la Segunda Guerra Mundial, la BBC suspendió sus transmisiones televisivas. El canal reinició sus emisiones el 7 de junio de 1946. Desde el 22 de octubre hasta el 28 de noviembre de ese año, Telecrimes (como fue denominado desde aquel periodo) fue emitido durante 12 episodios. Cada episodio de 1946 duraba 15 minutos. Al igual que casi todos los programas de aquella época, éste era emitido en vivo y por lo tanto no existen grabaciones de episodios. El único registro visual que existe son fotografías.

### Telecrime(1938-1939)
| # | Título                    | Escritor(es)                    | Fecha de emisión      |
| - | ------------------------- | ------------------------------- | --------------------- |
| 1 | The Back-Stage Murder     | Mileson Horton y H.T. Hopkinson | 10 de agosto de 1938  |
| 2 | Poetic Justice            | Arthur Phillips                 | 24 de octubre de 1938 |
| 3 | The Fletcher Case         | Mileson Horton                  | 24 de febrero de 1939 |
| 4 | The Almost Perfect Murder | Mileson Horton                  | 15 de abril de 1939   |
| 5 | Circumstancial Evidence   | Mileson Horton                  | 25 de julio de 1939   |

### Telecrimes(1946)
| #  | Título                            | Escritor(es)   | Fecha de emisión        |
| -- | --------------------------------- | -------------- | ----------------------- |
| 6  | The Concert Hall Murder Case      | Mileson Horton | 22 de octubre de 1946   |
| 7  | Death of a Golfer                 | Mileson Horton | 22 de octubre de 1946   |
| 8  | The Case of the Drunken Skipper   | Mileson Horton | 5 de noviembre de 1946  |
| 9  | Death of a Scientist              | Mileson Horton | 5 de noviembre de 1946  |
| 10 | Poison in Pimlico                 | Mileson Horton | 12 de noviembre de 1946 |
| 11 | The Case of the Gentle Accomplice | Mileson Horton | 12 de noviembre de 1946 |
| 12 | Death of a Playwright             | Mileson Horton | 19 de noviembre de 1946 |
| 13 | The Case of the Poisoned Port     | Mileson Horton | 19 de noviembre de 1946 |
| 14 | Who Killed Crask                  | Mileson Horton | 25 de noviembre de 1946 |
| 15 | The Case of the Twin Sisters      | Mileson Horton | 25 de noviembre de 1946 |
| 16 | The Stolen Tiara                  | Mileson Horton | 28 de noviembre de 1946 |
| 17 | Death of an Art                   | Mileson Horton | 28 de noviembre de 1946 |